# Exetastes pasculus
Exetastes pasculus là một loài tò vò trong họ Ichneumonidae.